# Berkum (Peine)
Berkum ist ein Dorf und südwestlicher Ortsteil der Stadt Peine im Landkreis Peine in Niedersachsen. Der Ort berührt die Bundesstraße 65. Im Norden liegt der Mittellandkanal.

## Geschichte
Erste Erwähnung fand der Ort als „Berchum“ in Schenkungsurkunden der Pfalzgräfin Gertrud (Tochter von Heinrich der Fette) von 1134. Im Jahre 1136 wurde er als „Berchheim“ und 1191 als „Birchem“ erwähnt. Der Name bedeutet „Birkenheim“.
Anlässlich der Gebietsreform wurde Berkum am 1. März 1974 ein Ortsteil der Stadt Peine.

## Politik

### Ortsvorsteher
Ortsvorsteher ist Bernhard Michels (auf Vorschlag der CDU gewählt).

### Wappen
Das Wappen von Berkum zeigt auf einem goldroten Schild ein Birke mit drei Ästen in gewechselten Farben. Im oberen Bereich zeigen die roten Äste treibendes Laub auf goldenem Grund. Die untere Fläche bildet einen roten Hügel vor dem je zwei nach unten zeigende Blätter und Birkenkätzchen zu sehen sind. Der Hügel symbolisiert den Posteschenberg, einen Haltepunkt der Post. Die Farben Rot-Gold verdeutlichen die ehemalige Zugehörigkeit zum Hochstift Hildesheim.
Das Wappen wurde am 21. Januar 1952 durch den niedersächsischen Innenminister genehmigt, der Entwurf stammt von Rudolf Dehnke.

## Kultur und Sehenswürdigkeiten

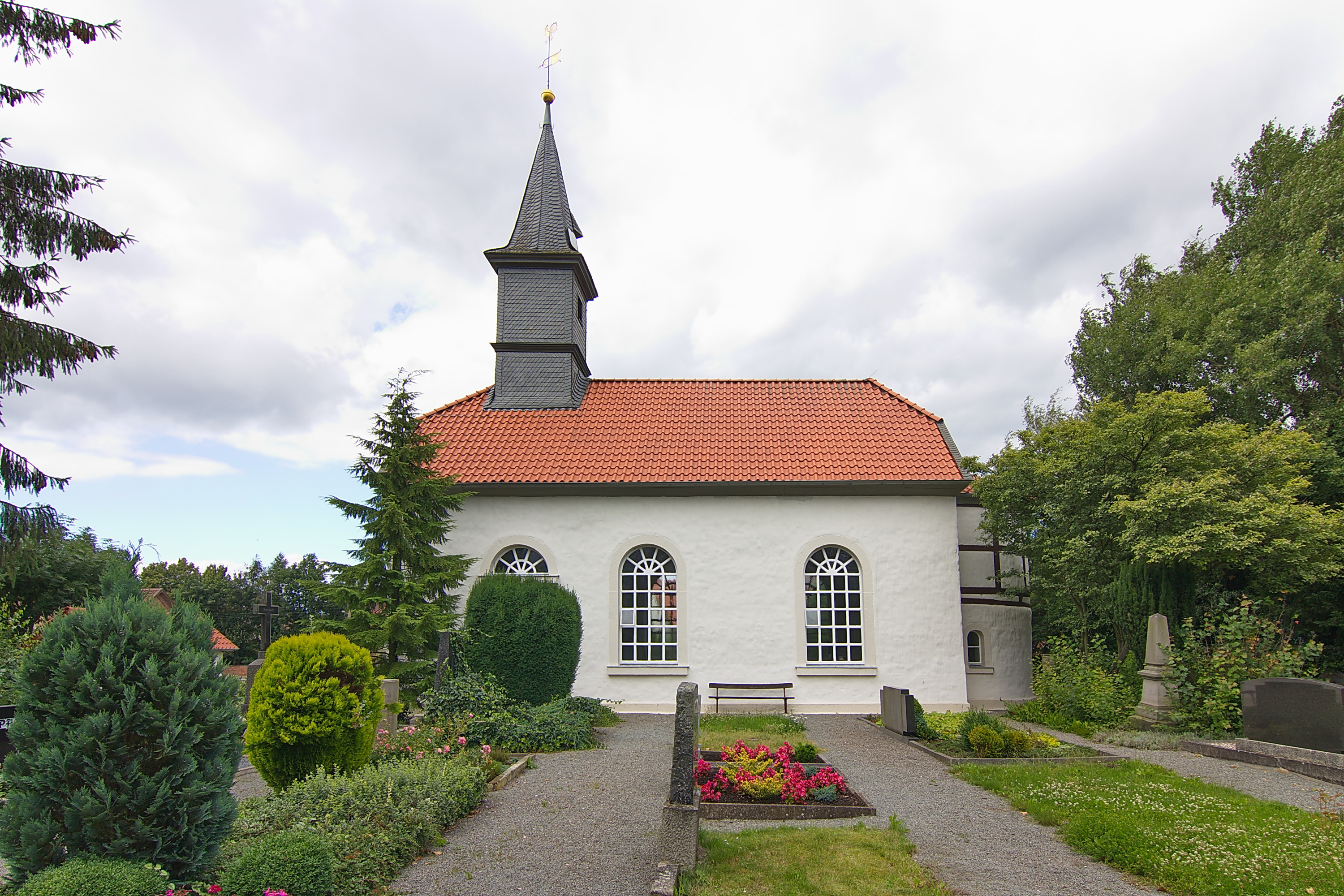
Pfarrkirche

Die evangelische Pfarrkirche zu Berkum ist ein kleiner, einschiffiger Bruchsteinbau mit halbrunder Apsis, deren Bauart die Erstellungszeit auf die zweite Hälfte des 13. Jahrhunderts datieren lässt. Ein Umbau der Kirche erfolgte in den Jahren 1835 bis 1838, dieser bestimmt das heutige Erscheinungsbild. Die Berkumer Glocken „Anna und Kattrina“ läuten seit 1496.

## Persönlichkeiten
- Erika Schmollinger (* 1941), ehemalige Tischtennis-Nationalspielerin